# Équipe d'Italie de football à la Coupe du monde 1986
L'équipe d'Italie de football participe au Mundial 1986 organisé au  Mexique du 31 mai au 29 juin. C'est la onzième phase finale de Coupe du monde de son histoire, et sa septième consécutive. Tenante du titre, la Squadra Azzura fait match nul en ouverture du Mondial contre la Bulgarie, puis fait de nouveau match nul contre l'Argentine avant de s'imposer contre la Corée du Sud et de se qualifier pour les huitièmes de finale où elle est battue par la France.

## Effectif
Enzo Bearzot
| No. | Pos.      | Joueur               | Date de naissance et âge | Sélec. | Club                     |
| --- | --------- | -------------------- | ------------------------ | ------ | ------------------------ |
| 1   | Gardien   | Giovanni Galli       | 29 avril 1958            |        | AC Milan                 |
| 2   | Défenseur | Giuseppe Bergomi     | 22 décembre 1963         |        | FC Internazionale Milano |
| 3   | Défenseur | Antonio Cabrini      | 8 octobre 1957           |        | Juventus                 |
| 4   | Défenseur | Fulvio Collovati     | 9 mai 1957               |        | Internazionale Milano    |
| 5   | Défenseur | Sebastiano Nela      | 13 mars 1961             |        | AS Roma                  |
| 6   | Défenseur | Gaetano Scirea (c)   | 25 mai 1953              |        | Juventus                 |
| 7   | Défenseur | Roberto Tricella     | 18 mars 1959             |        | Hellas Vérone            |
| 8   | Défenseur | Pietro Vierchowod    | 6 avril 1959             |        | UC Sampdoria             |
| 9   | Milieu    | Carlo Ancelotti      | 10 juin 1959             |        | AS Roma                  |
| 10  | Milieu    | Salvatore Bagni      | 25 septembre 1956        |        | Napoli                   |
| 11  | Milieu    | Giuseppe Baresi      | 7 février 1958           |        | Internazionale Milano    |
| 12  | Gardien   | Franco Tancredi      | 10 janvier 1955          |        | AS Roma                  |
| 13  | Milieu    | Fernando De Napoli   | 15 mars 1964             |        | AS Avellino              |
| 14  | Milieu    | Antonio Di Gennaro   | 5 octobre 1958           |        | Hellas Vérone            |
| 15  | Milieu    | Marco Tardelli       | 24 septembre 1954        |        | Internazionale Milano    |
| 16  | Milieu    | Bruno Conti          | 13 mars 1955             |        | AS Roma                  |
| 17  | Attaquant | Gianluca Vialli      | 9 juillet 1964           |        | UC Sampdoria             |
| 18  | Attaquant | Alessandro Altobelli | 28 novembre 1955         |        | Internazionale Milano    |
| 19  | Attaquant | Giuseppe Galderisi   | 22 mars 1963             |        | AC Milan                 |
| 20  | Attaquant | Paolo Rossi          | 23 septembre 1956        |        | AC Milan                 |
| 21  | Attaquant | Aldo Serena          | 25 juin 1960             |        | Juventus                 |
| 22  | Gardien   | Walter Zenga         | 30 avril 1960            |        | Internazionale Milano    |

## Phase finale

### Premier tour - groupe A
| Classement |              |     |   |   |   |   |    |    |      |
|            | Équipe       | Pts | J | G | N | P | BP | BC | Diff |
| 1          | Argentine    | 5   | 3 | 2 | 1 | 0 | 6  | 2  | +4   |
| 2          | Italie       | 4   | 3 | 1 | 2 | 0 | 5  | 4  | +1   |
| 3          | Bulgarie     | 2   | 3 | 0 | 2 | 1 | 2  | 4  | -2   |
| 4          | Corée du Sud | 1   | 3 | 0 | 1 | 2 | 4  | 7  | -3   |

| 31 mai  | Italie | 1 | 1 | Bulgarie     |
| 5 juin  | Italie | 1 | 1 | Argentine    |
| 10 juin | Italie | 3 | 2 | Corée du Sud |

#### Bulgarie - Italie
| 31 mai 1986 Match d'ouverture     | Italie        | 1 - 1 | Bulgarie    | Estadio Azteca, Mexico                            |                                                   |
| 12:00 · Historique des rencontres | Altobelli 43e |       | Sirakov 85e | Spectateurs : 95 000 Arbitrage : Erik Fredriksson | Spectateurs : 95 000 Arbitrage : Erik Fredriksson |
| 12:00 · Historique des rencontres | (Rapport)     |       |             | Spectateurs : 95 000 Arbitrage : Erik Fredriksson | Spectateurs : 95 000 Arbitrage : Erik Fredriksson |

| GK              | 1  | Borislav Mikhailov  |     |     |
| DF              | 3  | Nikolay Arabov      |     |     |
| DF              | 5  | Georgi Dimitrov (c) |     |     |
| DF              | 13 | Aleksandar Markov   | 51e |     |
| MF              | 11 | Plamen Getov        |     |     |
| MF              | 10 | Zhivko Gospodinov   |     | 74e |
| MF              | 8  | Ayan Sadakov        |     |     |
| MF              | 12 | Radoslav Zdravkov   |     |     |
| MF              | 2  | Nasko Sirakov       |     |     |
| FW              | 7  | Bozhidar Iskrenov   |     | 65e |
| FW              | 9  | Stoycho Mladenov    |     |     |
| Changements :   |    |                     |     |     |
| FW              | 20 | Kostadin Kostadinov |     | 65e |
| MF              | 6  | Andrey Zhelyazkov   |     | 74e |
| Sélectionneur : |    |                     |     |     |
| Ivan Vutsov     |    |                     |     |     |

| GK              | 1  | Giovanni Galli       |     |     |
| DF              | 2  | Giuseppe Bergomi     | 48e |     |
| DF              | 3  | Antonio Cabrini      | 64e |     |
| DF              | 6  | Gaetano Scirea (c)   |     |     |
| DF              | 8  | Pietro Vierchowod    |     |     |
| MF              | 14 | Antonio Di Gennaro   |     |     |
| MF              | 10 | Salvatore Bagni      |     |     |
| MF              | 13 | Fernando De Napoli   |     |     |
| MF              | 16 | Bruno Conti          |     | 65e |
| FW              | 19 | Giuseppe Galderisi   |     |     |
| FW              | 18 | Alessandro Altobelli |     |     |
| Changements :   |    |                      |     |     |
| FW              | 17 | Gianluca Vialli      |     | 65e |
| Sélectionneur : |    |                      |     |     |
| Enzo Bearzot    |    |                      |     |     |

#### Italie - Argentine
| 5 juin 1986                       | Italie             | 1 - 1 | Argentine    | Estadio Cuauhtémoc, Puebla                  |                                             |
| 12:00 · Historique des rencontres | Altobelli 6e (pen) |       | Maradona 34e | Spectateurs : 32 000 Arbitrage : Jan Keizer | Spectateurs : 32 000 Arbitrage : Jan Keizer |
| 12:00 · Historique des rencontres | (Rapport)          |       |              | Spectateurs : 32 000 Arbitrage : Jan Keizer | Spectateurs : 32 000 Arbitrage : Jan Keizer |

| GK              | 1  | Giovanni Galli       |     |     |
| DF              | 2  | Giuseppe Bergomi     | 54e |     |
| DF              | 3  | Antonio Cabrini      |     |     |
| DF              | 6  | Gaetano Scirea (c)   |     |     |
| DF              | 8  | Pietro Vierchowod    |     |     |
| MF              | 14 | Antonio Di Gennaro   |     |     |
| MF              | 10 | Salvatore Bagni      |     |     |
| MF              | 13 | Fernando De Napoli   |     | 87e |
| MF              | 16 | Bruno Conti          |     | 65e |
| FW              | 19 | Giuseppe Galderisi   |     |     |
| FW              | 18 | Alessandro Altobelli |     |     |
| Changements :   |    |                      |     |     |
| FW              | 17 | Gianluca Vialli      |     | 65e |
| MF              | 11 | Giuseppe Baresi      |     | 87e |
| Sélectionneur : |    |                      |     |     |
| Enzo Bearzot    |    |                      |     |     |

| GK              | 18 | Nery Pumpido        |     |     |
| DF              | 5  | José Luis Brown     |     |     |
| DF              | 13 | Oscar Garré         | 65e |     |
| DF              | 9  | José Luis Cuciuffo  |     |     |
| DF              | 19 | Oscar Ruggeri       |     |     |
| MF              | 2  | Sergio Batista      |     | 59e |
| MF              | 14 | Ricardo Giusti      | 58e |     |
| MF              | 7  | Jorge Burruchaga    |     |     |
| MF              | 10 | Diego Maradona (c)  |     |     |
| FW              | 4  | Claudio Borghi      |     | 74e |
| FW              | 11 | Jorge Valdano       |     |     |
| Changements :   |    |                     |     |     |
| MF              | 16 | Julio Olarticoechea |     | 59e |
| MF              | 12 | Héctor Enrique      |     | 74e |
| Sélectionneur : |    |                     |     |     |
| Carlos Bilardo  |    |                     |     |     |

#### Italie - Corée du Sud
| 10 juin 1986                      | Italie                                       | 3 - 2 | Corée du Sud                        | Estadio Cuauhtémoc, Puebla                   |                                              |
| 12:00 · Historique des rencontres | Altobelli 17e, 73e · Cho Kwang-rae 82e (csc) |       | Choi Soon-Ho 62e · Huh Jung-Moo 83e | Spectateurs : 20 000 Arbitrage : David Socha | Spectateurs : 20 000 Arbitrage : David Socha |
| 12:00 · Historique des rencontres | (Rapport)                                    |       |                                     | Spectateurs : 20 000 Arbitrage : David Socha | Spectateurs : 20 000 Arbitrage : David Socha |

| GK              | 21 | Oh Yun-Kyo         |     |     |
| DF              | 2  | Park Kyung-hoon    | 35e |     |
| DF              | 5  | Chung Yong-hwan    |     |     |
| DF              | 8  | Cho Young-jeung    | 71e |     |
| MF              | 4  | Cho Kwang-rae      |     |     |
| MF              | 17 | Huh Jung-Moo       |     |     |
| MF              | 16 | Kim Joo-Sung       | 17e | 46e |
| MF              | 10 | Park Chang-sun (c) |     |     |
| FW              | 9  | Choi Soon-Ho       |     |     |
| FW              | 19 | Byun Byung-joo     |     | 70e |
| FW              | 11 | Cha Bum-Kun        |     |     |
| Changements :   |    |                    |     |     |
| DF              | 3  | Chung Jong-soo     |     | 46e |
| FW              | 7  | Kim Jong-Boo       |     | 70e |
| Sélectionneur : |    |                    |     |     |
| Kim Jung-nam    |    |                    |     |     |

| GK              | 1  | Giovanni Galli       |     |     |
| DF              | 3  | Antonio Cabrini      |     |     |
| DF              | 4  | Fulvio Collovati     |     |     |
| DF              | 6  | Gaetano Scirea (c)   | 65e |     |
| DF              | 8  | Pietro Vierchowod    | 70e |     |
| MF              | 14 | Antonio Di Gennaro   |     |     |
| MF              | 10 | Salvatore Bagni      | 31e | 67e |
| MF              | 13 | Fernando De Napoli   |     |     |
| MF              | 16 | Bruno Conti          |     |     |
| FW              | 19 | Giuseppe Galderisi   |     | 88e |
| FW              | 18 | Alessandro Altobelli |     |     |
| Changements :   |    |                      |     |     |
| MF              | 11 | Giuseppe Baresi      |     | 67e |
| FW              | 17 | Gianluca Vialli      |     | 88e |
| Sélectionneur : |    |                      |     |     |
| Enzo Bearzot    |    |                      |     |     |

### Huitième de finale

#### France - Italie
| 17 juin 1986                      | France                    | 2 - 0 | Italie | Estadio Olímpico Universitario, Mexico           |                                                  |
| 12:00 · Historique des rencontres | Platini 15e · Stopyra 57e |       |        | Spectateurs : 70 000 Arbitrage : Carlos Esposito | Spectateurs : 70 000 Arbitrage : Carlos Esposito |
| 12:00 · Historique des rencontres | (Rapport)                 |       |        | Spectateurs : 70 000 Arbitrage : Carlos Esposito | Spectateurs : 70 000 Arbitrage : Carlos Esposito |

| GK              | 1  | Giovanni Galli       |     |     |
| DF              | 2  | Giuseppe Bergomi     |     |     |
| DF              | 3  | Antonio Cabrini      |     |     |
| DF              | 6  | Gaetano Scirea (c)   |     |     |
| DF              | 8  | Pietro Vierchowod    |     |     |
| MF              | 11 | Giuseppe Baresi      |     | 46e |
| MF              | 10 | Salvatore Bagni      |     |     |
| MF              | 13 | Fernando De Napoli   | 16e |     |
| MF              | 16 | Bruno Conti          |     |     |
| FW              | 19 | Giuseppe Galderisi   |     | 58e |
| FW              | 18 | Alessandro Altobelli |     |     |
| Changements :   |    |                      |     |     |
| MF              | 14 | Antonio Di Gennaro   | 67e | 46e |
| FW              | 17 | Gianluca Vialli      |     | 58e |
| Sélectionneur : |    |                      |     |     |
| Enzo Bearzot    |    |                      |     |     |

| GK              | 1  | Joël Bats           |     |     |
| DF              | 2  | Manuel Amoros       |     |     |
| MF              | 3  | William Ayache      | 40e |     |
| DF              | 6  | Maxime Bossis       |     |     |
| DF              | 4  | Patrick Battiston   |     |     |
| MF              | 9  | Luis Fernández      |     | 73e |
| MF              | 12 | Alain Giresse       |     |     |
| MF              | 14 | Jean Tigana         |     |     |
| MF              | 10 | Michel Platini (c)  |     | 85e |
| FW              | 18 | Dominique Rocheteau |     |     |
| FW              | 19 | Yannick Stopyra     |     |     |
| Changements :   |    |                     |     |     |
| MF              | 8  | Thierry Tusseau     |     | 73e |
| MF              | 11 | Jean-Marc Ferreri   |     | 85e |
| Sélectionneur : |    |                     |     |     |
| Henri Michel    |    |                     |     |     |